# Cwmcarvan

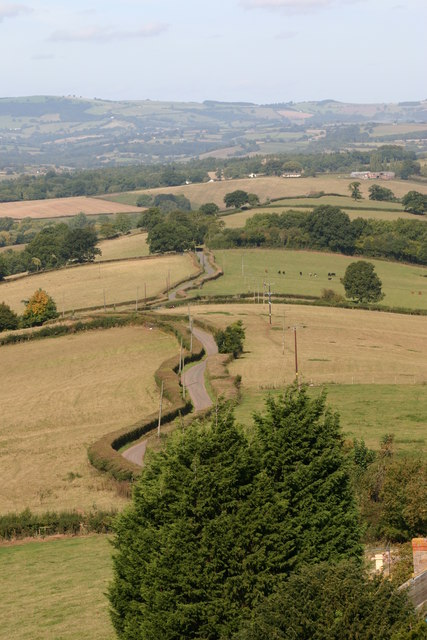
Campo em Cwmcarvan.

Cwmcarvan (em galês:  Cwmcarfan) é uma vila rural situada em Monmouthshire, no sentido sul-leste de Gales.

## História

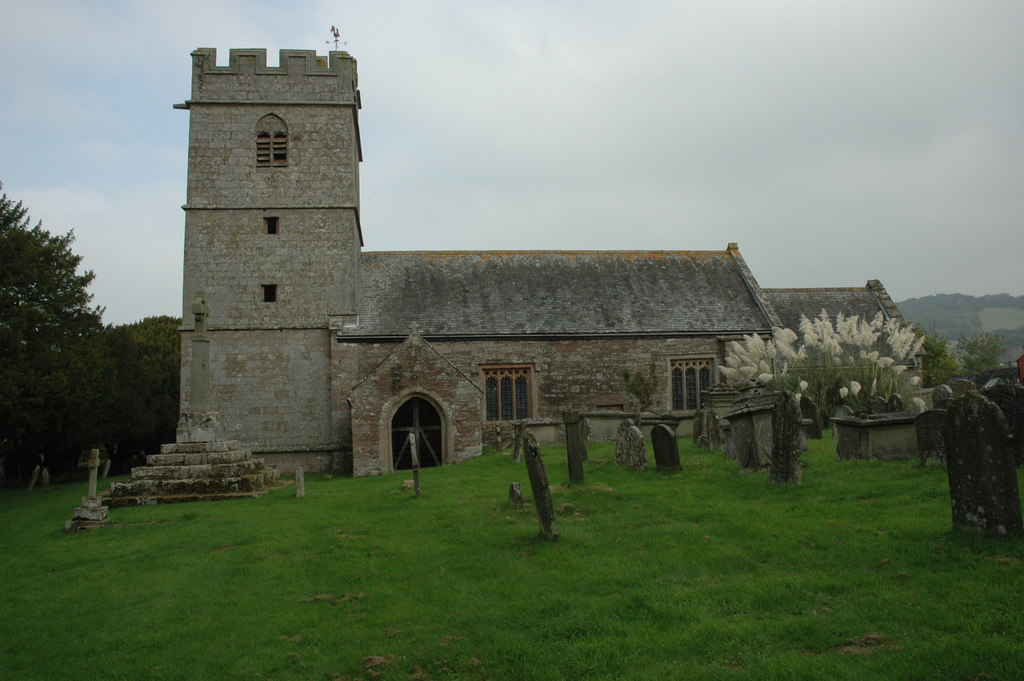
A Igreja de São Catwg.

### Igreja de São Catwg
A igreja é datada do século XIII ou XIV, no estilo gótico perpendicular inglês, com algumas características do século XVI, sendo fortemente restaurada na década de 1870.  A dedicação da igreja é para São Catwg ou Cadoc, um santo galês do século VI. Há varandas nos lados sul e norte, de modo supostamente que os escudeiros de Cwmbychan e Trevildu não entrassem na local pela mesma porta que o outro. 

### Craig-y-Dorth
O monte de Craig-y-Dorth, uma milha a leste-norte da igreja, foi palco de uma batalha em 1404 entre os rebeldes de Owain Glyndŵr e as forças inglesas. 